# 管理信息系统
管理信息系统（Management Information System，MIS）是一个以人为主导的，利用计算机硬件、软件和网络设备，进行信息的收集、传递、存储、加工、整理的系统，以提高组织的经营效率。
管理信息系統是有別於一般的信息系統，因為它們都是用來分析其它信息系統在組織的業務活動中的應用。學術上，管理信息系统通常是用來指那些和決策自動化或支援決策者做決策有關的信息管理方法（例如決策支持系統，專家系統，和主管支援系統）的統稱。

## 定義
管理資訊系統（Management Information System, MIS）一門「研究組織如何有效的利用與管理『資訊科技』管理資訊（Management Information）來支援其『營運能力』達到提升『經營效率與策略目標』的學問」。